# Luknjani trak
Luknjani trak je bil eden prvih digitalnih medijev za shranjevanje podatkov. Narejen je bil iz papirja. V računalništvu je bil v uporabi od 50-tih do 80-tih let 20. stoletja. Izpodrinile so ga luknjane kartice, kasneje pa te magnetni in polprevodniški pomnilniki.
Prve oblike luknjanega traku so uporabljali pri statvah (Jacquardove statve) že v začetku 19. stoletja. Leta 1846 je Alexander Bain uporabil luknjani trak za pošiljanje telegramov. Luknjani trak je bil standardni pomnilniški medij za CNC stroje; zaradi pogoste uporabe so bili pravzaprav izdelani iz plastike.
Trakovi so prvotno vsebovali 5 vrstic za posamezni znak, kar je bilo pravzaprav pet bitov. Petbitna teleprinterska koda je zadoščala za samo 32 različnih znakov. Kasneje so uporabljali 6, 7 in 8 vrstic za en znak. Uporabljali so različna kodiranja znakov, v 60-tih letih 20. stoletja se je razvilo kodiranje ASCII.
Trakovi so bili kot mediji nezanesljivi, trgali so se, poseben problem je predstavljalo previjanje traku. 
Trakovi so bili tudi zelo neprimerni za popravljanje podatkov na njih. Če je bil na traku program, je bilo potrebno izdelati nov trak (večinoma se je lahko kopiral). Pri novejših karticah pa se je zamenjalo in/ali izločilo in/ali dodalo le nekaj kartic. Isto je seveda veljalo za vhodne podatke za obdelavo podatkov.
Primer kodiranja besede »Wikipedija«:
```
 /\/\/\/\
|    .   |
| o  .oo |  W
|   o.o  |  i
|  oo.oo |  k
|   o.o  |  i
| o o.o  |  p
|    . o |  e
|  o . o |  d
|   o.o  |  i
|  o .oo |  j
|    .oo |  a
|    .   |
|/\/\/\/\|
```